# .tg
.tg је највиши Интернет домен државних кодова (ccTLD) за Того.